# Carlo Pietro Gallini
Carlo Pietro Giuseppe Gallini (Voghera, 2 settembre 1814 – Voghera, 28 marzo 1888) è stato un ingegnere e politico italiano.

## Biografia
Nato da Giovanni Battista Matteo e dalla parigina Francesca Chantal Rosalia Fabre de L’Aude, era il discendente di una famiglia di commercianti originari della Liguria, stabilitisi a Voghera intorno alla metà del Settecento. Era il primo maschio, secondo di sei figli.
Studiò a Pavia, dove nel 1836 si laureò in Matematica e Scienze Agrarie, presso la Facoltà di Scienze Fisiche e Naturali. In seguito si recò a Genova per sostenere gli esami necessari per l’abilitazione all’esercizio della professione di ingegnere civile ed idraulico e di perito agrario, dato che Pavia era al di fuori dei confini del Regno di Sardegna e i suoi studi precedenti non venivano riconosciuti.
Accanto ad interessi agrari manifestò un intenso amore per l’arte e la cultura. Intraprese numerosi viaggi per l’Italia coltivando la sua passione per la pittura e frequentò per due anni la Società promotrice delle Belle Arti a Torino. Frutto di questo periodo sono numerosi disegni e dipinti di buona levatura artistica. Fu anche collezionista di quadri.
Tornato a Voghera nel 1850, accantonò il suo interesse per l’arte, completamente assorbito dall’amministrazione del patrimonio familiare e dall’impegno politico. Fu Consigliere comunale, Sindaco di Voghera per più di vent’anni, Presidente della Cassa di Risparmio. Ricevette dal Governo le insegne di Commendatore della Corona d’Italia e di Cavaliere dei SS. Maurizio e Lazzaro, oltre a numerose onorificenze e benemerenze, tra cui ricordiamo quelle di Socio benemerito della Società di Mutuo Soccorso ed Istruzione di Voghera. 
È però nel campo agricolo che emersero in modo rilevante le capacità e l’impegno pubblico di Carlo Gallini, che incrementò il patrimonio familiare e, nello stesso tempo, si prodigò per un miglioramento dell’agricoltura nel Vogherese, impegnandosi in particolare a favore dell’irrigazione, tanto da progettare la costruzione -mai realizzata- del Canale del Tanaro, una grandiosa opera che sarebbe stata di sicura utilità per l’agro vogherese.
Benefattore, ebbe molto a cuore il problema dell’istruzione, pienamente consapevole del fatto che l’analfabetismo coinvolgeva i tre quarti della popolazione del circondario. Diede avvio a nuovi corsi scolastici di agronomia-agrimensura e di costruzioni meccaniche, che però vennero soppressi in quanto ritenuti troppo onerosi per il bilancio comunale. Il Gallini fu molto deluso da questa decisione e, nel suo testamento del 15 maggio 1887, destinò tutto il suo patrimonio alla creazione del "Pio Istituto Agrario Vogherese" con il duplice scopo di far progredire l’istruzione agraria e di aiutare i ragazzi poveri e orfani.
Il Pio Istituto concorse al mantenimento della Regia Scuola Pratica di Agricoltura di Voghera, fondata nel 1894.
Carlo Gallini morì a Voghera il 28 marzo 1888 ed è sepolto nel cimitero della città.